# Peru nos Jogos Pan-Americanos de 2011
O Peru participou dos Jogos Pan-Americanos de 2011 em Guadalajara, no México. Foi a 15ª aparição do país em Jogos Pan-Americanos.

## Desempenho

### Badminton
| Atleta           | Evento               | 1ª fase                | 2ª fase                         | Oitavas de final                       | Quartas de final       | Semifinais             | Final                  | Pos.        |
| Atleta           | Evento               | Adversário e resultado | Adversário e resultado          | Adversário e resultado                 | Adversário e resultado | Adversário e resultado | Adversário e resultado | Pos.        |
| ---------------- | -------------------- | ---------------------- | ------------------------------- | -------------------------------------- | ---------------------- | ---------------------- | ---------------------- | ----------- |
| Mario Cuba       | Individual masculino |                        | MEX Job Castillo V 21-18, 22-20 | GUA Kevin Cordon D 15-21, 21-23        | Não avançou            | Não avançou            | Não avançou            | Não avançou |
| Martin Del Valle | Individual masculino |                        | MEX Lino Munoz D 10-21, 10-3    | Não avançou                            | Não avançou            | Não avançou            | Não avançou            | Não avançou |
| Rodrigo Pacheco  | Individual masculino |                        | MEX Lopez Andres V 21-10, 22-20 | JAM Charles Pyne D 22-21, 17-21, 10-21 | Não avançou            | Não avançou            | Não avançou            | Não avançou |

### Boliche
Duplas
| Atletas                          | Evento    | 1ª série | 1ª série | Final | Final |
| Atletas                          | Evento    | Res.     | Pos.     | Res.  | Pos.  |
| -------------------------------- | --------- | -------- | -------- | ----- | ----- |
| Adolfo Vargas Victor Tateishi    | Masculino | 2.255    | 10º      | 4.358 | 14º   |
| Veronica Delgado Connie Seragaki | Feminino  | 1.994    | 15º      | 4.180 | 13º   |

### Levantamento de peso
Masculino
| Atleta        | Categoria | Resultado (kg) | Resultado (kg) | Resultado (kg) | Posição |
| Atleta        | Categoria | Arranque       | Arremesso      | Total          | Posição |
| ------------- | --------- | -------------- | -------------- | -------------- | ------- |
| Hernan Vieira | Até 94 kg | 135            | 170            | 305 kg         | 10º     |

Feminino
| Atleta              | Categoria | Resultado (kg) | Resultado (kg) | Resultado (kg) | Posição |
| Atleta              | Categoria | Arranque       | Arremesso      | Total          | Posição |
| ------------------- | --------- | -------------- | -------------- | -------------- | ------- |
| Fiorela Ramirez     | Até 48 kg | 73             | 78             | 136 kg         | 9º      |
| Silvana Saldarriaga | Até 63 kg | 74             | 100            | 174 kg         | 6º      |

### Remo
| Atleta                  | Prova                            | Elim.   | Elim.     | Repescagem | Repescagem | Final   | Final         |
| Atleta                  | Prova                            | Tempo   | Pos.      | Tempo      | Pos.       | Tempo   | Pos.          |
| ----------------------- | -------------------------------- | ------- | --------- | ---------- | ---------- | ------- | ------------- |
| Renzo Leon Niko Kissic  | Skiff duplo peso leve masculino  | 7:01.12 | 4º/bat. 2 | 6:51.05    | 3º/rep. 2  | 6:47.82 | 8º/2º Final B |
| Diego Mejia Manuel Lama | Dois sem masculino               | 7:46.49 | 4º/bat. 2 | 7:21.83    | 4º/rep. 2  | 7:20.00 | 8º/2º Final B |
| Claudia Caballero       | Skiff simples peso leve feminino | 9:41.20 | 4º/bat. 1 | 8:35.37    | 6º/rep. 2  | 8:26.80 | 8º/2º Final B |

Legenda
| Recorde mundial                  | Recorde mundial (World record)               |                       | Recorde africano                      | Recorde africano (African) |                                           | Q | Classificado por posição (Qualified) |
| Recorde dos Jogos Pan-Americanos | Recorde pan-americano (Pan-American record)  | Recorde da América    | Recorde da América (Americas)         | q                          | Classificado por melhor tempo (Qualified) |   |                                      |
| Melhor marca do ano              | Melhor marca do ano (World leading)          | Recorde asiático      | Recorde asiático (Asian)              | DNS                        | Não largou (Did not start)                |   |                                      |
| Recorde nacional                 | Recorde nacional (National record)           | Recorde europeu       | Recorde europeu (European)            | DNF                        | Não terminou (Did not finish)             |   |                                      |
| Recorde pessoal                  | Recorde pessoal do atleta (Personal best)    | Recorde da Oceania    | Recorde da Oceania (Oceania)          | DSQ / DQ                   | Desclassificado (Disqualified)            |   |                                      |
| Recorde da temporada             | Recorde da temporada do atleta (Season best) | Recorde sul-americano | Recorde sul-americano (South America) | NM                         | Sem marca (No mark)                       |   |                                      |